# Phyllostegia bracteata
Phyllostegia bracteata är en kransblommig växtart som beskrevs av Earl Edward Sherff. Phyllostegia bracteata ingår i släktet Phyllostegia och familjen kransblommiga växter. Inga underarter finns listade i Catalogue of Life.